# エリザベス・ソンバート
エリザベス・ソンバート（Elizabeth Sombart)は、フランスのピアニスト。
ストラスブール生まれ。1998年に「レゾナンス財団」を立ち上げる。
2025年4月27日の時点でDiscogsで確認できる彼女のCDとしては、Metropolitanというレーベルから出ているベートーヴェンとモーツァルトの協奏曲のカップリングの一枚、Thésisというレーベルから出ているパトリック・ガロワと共演した一枚、Quantumというレーベルから出ているモーツァルトのピアノ・ソナタ集の一枚とシューマンの交響的練習曲の一枚の計二枚、BMGレーベルから出ている"Confidences Pour Piano - De Bach A Bartok"、"Confidences Pour Piano 2 - De Bach A Bartok"、"Confidences Pour Piano 3 - De Bach A Bartok"の計3枚、ArtTatiレーベルから出ている"Les Plus Belles Berceuses Classiques"、Signum Classicsから出ているベートーヴェンの協奏曲集の3枚などが確認できる。
2006年に国家功労勲章、2008年にフランスの芸術文化勲章をそれぞれ叙勲。